# Ключевське (Далматовський район)
Ключевське́ (рос. Ключевское) — село у складі Далматовського району Курганської області, Росія. Адміністративний центр та єдиний населений пункт Ключевської сільської ради.
Населення — 410 осіб (2017, 502 у 2010, 693 у 2002).
Національний склад станом на 2002 рік: росіяни — 97 %.